# Phyllophaga lanepta
Phyllophaga lanepta är en skalbaggsart som beskrevs av Saylor 1937. Phyllophaga lanepta ingår i släktet Phyllophaga och familjen Melolonthidae. Inga underarter finns listade i Catalogue of Life.